# Marque de certification
Une marque de certification est un signe permettant d'attester de la conformité (d'un produit, d'une transformation, d'un service, d'un processus, d'une entreprise...) à un référentiel de certification (norme, règlementation, cahier des charges, etc.).

## Marque de certification en France
En France, la marque de certification est définie dans le Code de la propriété intellectuelle.
Les marques sont enregistrées auprès de l'INPI.
Les marques de certification sont la propriété d'une institution, d'un organisme, d'une association mais à droit d'usage collectif. Celui-ci est attribué à l'issue d'un processus de certification.
En 2021, la marque de certification est remplacée par la marque de garantie.